# Нуно Мораиш
Нуно Мораиш (на португалски: Nuno Morais) е португалски футболист, полузащитник, който играе за АПОЕЛ.

## Кариера
Юноша е на Пенафиел. Започва професионалната си кариера в родния клуб, където играе от 2002 г. до 2004 г. През август 2004 г. е закупен от английския Челси, но сумата по трансфера не е обявена. Договорът му е за 3 години, след като преди това изкарва пробен период. Дебютира през януари 2005 г. в турнира за ФА Къп срещу Скънторп Юнайтед, където играе цели 90 минути. Във висшата лига на Англия записва първи минути срещу Манчестър Юнайтед на 10 май 2005 г. През следващия сезон е преотстъпен на Маритимо. Завръща се в Челси, като играе в 2 мача. Те са срещу Манчестър Юнайтед и Евертън. На 11 май 2007 г. преминава в кипърския шампион АПОЕЛ със свободен трансфер и договор за 2 години. По време на престоя си там, е преквалифициран в дефанзивен халф, като подписва нов договор до 2012 г. През годините печели всички трофеи в страната и участва в груповата фаза на шампионската лига.

## Отличия

### Челси
- Носител на Купата на Футболната лига (1): 2007
- Носител на ФА Къп (1): 2007

### АПОЕЛ
- Кипърска първа дивизия (7): 2008/09, 2010/11, 2012/13, 2013/14, 2014/15, 2015/16, 2016/17
- Носител на Купата на Кипър (3): 2008, 2014, 2015
- Носител на Суперкупата на Кипър (4): 2008, 2009, 2011, 2013